# Aureliano Pertile
Aureliano Pertile (Montagnana, 9 de noviembre de 1885 - Milán, 11 de enero de 1952) uno de los más importantes tenores líricos italianos del período de entreguerras mundiales.

## Biografía
Nació en el mismo pueblo días después del nacimiento del gran tenor italiano Giovanni Martinelli.
Estudió en Padua y Milán para debutar en 1911 en Vicenza.
Debutó en La Scala, Milán, en 1916 como Paolo en Francesca da Rimini con Rosa Raisa y en el Metropolitan Opera en 1921 en Tosca con Maria Jeritza. En el MET cantó entre 1921 y 1922 des Grieux en Manon Lescaut, Turiddu en Cavalleria rusticana, Grigori en Borís Godunov con Fiódor Chaliapin, Radames en Aida, Pagliacci y Louise con Geraldine Farrar.
Regresó a La Scala como tenor principal entre 1927-37 siendo el favorito de Arturo Toscanini.
Allí canto Lohengrin, Die Meistersinger von Nürnberg, Lucia di Lammermoor con Toti Dal Monte, La traviata, Iris, La bohème, Andrea Chénier, Il trovatore, Un ballo in maschera, Madama Butterfly, Rigoletto, Fedora, Werther, Adriana Lecouvreur, La Favorite, Fra Diavolo, participando en los estrenos de Nerone de Boito en 1924, Sly de Wolf-Ferrari  en 1927 y Nerone de Mascagni en 1935.
Actuó en el Covent Garden (1927-1931) y el Teatro Colón en Buenos Aires entre 1918-29 donde tuvo destacadísima actuación cantando Carmen junto a Gabriela Besanzoni y Mariano Stabile, I Pagliacci y Louise con Ninon Vallin, estrenó la ópera Tucumán de Felipe Boero con Hina Spani, Manon Lescaut con Gilda Dalla Rizza, Un ballo in maschera y Aida con Rosa Raisa, La traviata junto a Claudia Muzio y Lucia di Lammermoor con Bidu Sayão entre otras.
Se retiró en 1946 y se dedicó a la enseñanza en el conservatorio milanés hasta su muerte en 1952.